# Saut du Bouchot
Le Saut du Bouchot  est une chute d'eau du massif des Vosges située entre les communes de Sapois et de Gerbamont.

## Géographie
Le Saut du Bouchot est située sur la limite des communes de Sapois et de Gerbamont dans le département des Vosges. La cascade se trouve sur la rivière le Bouchot, un affluent de la Moselle par la Moselotte.

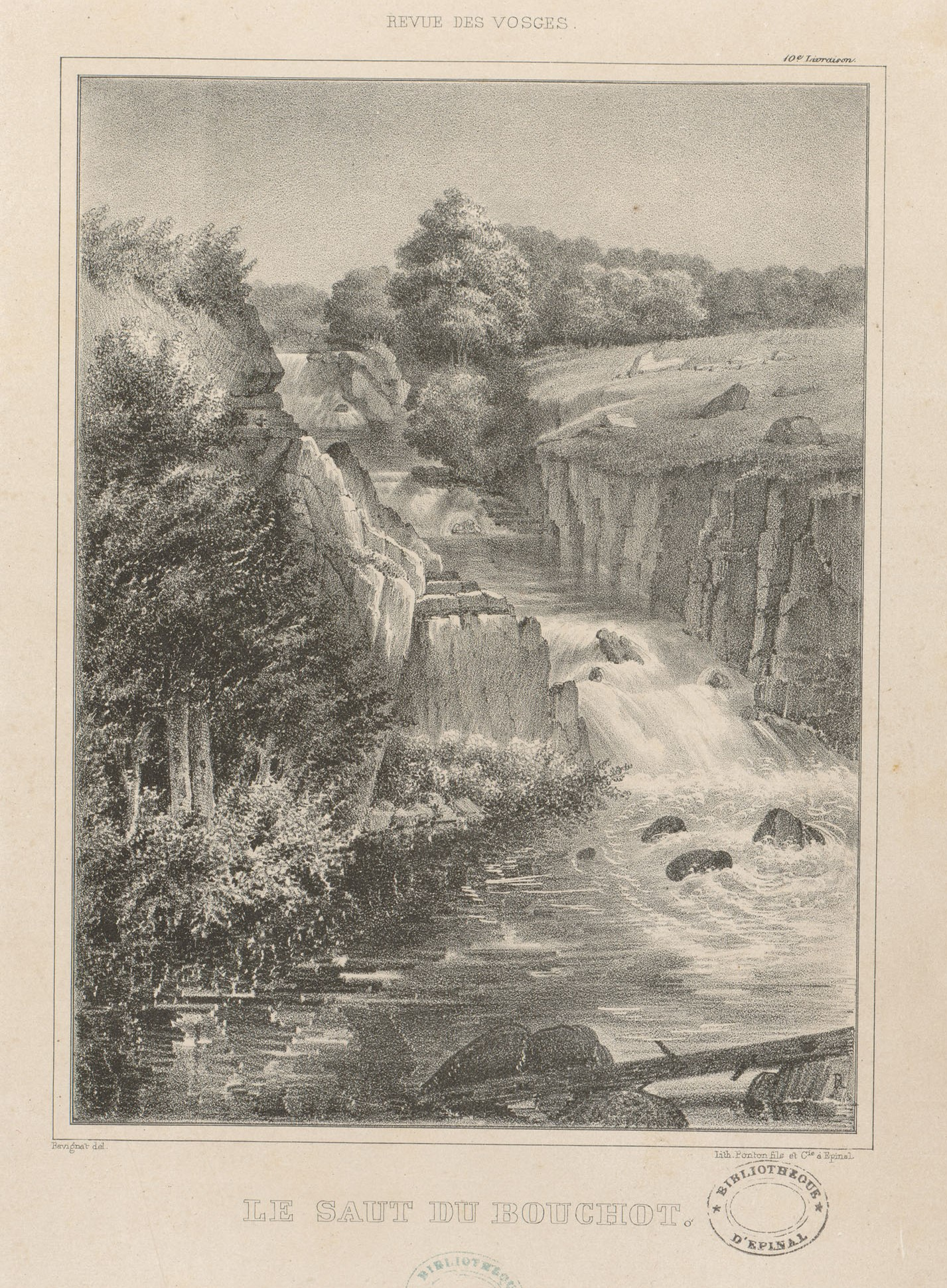
Lithographie de E. Ravignat.
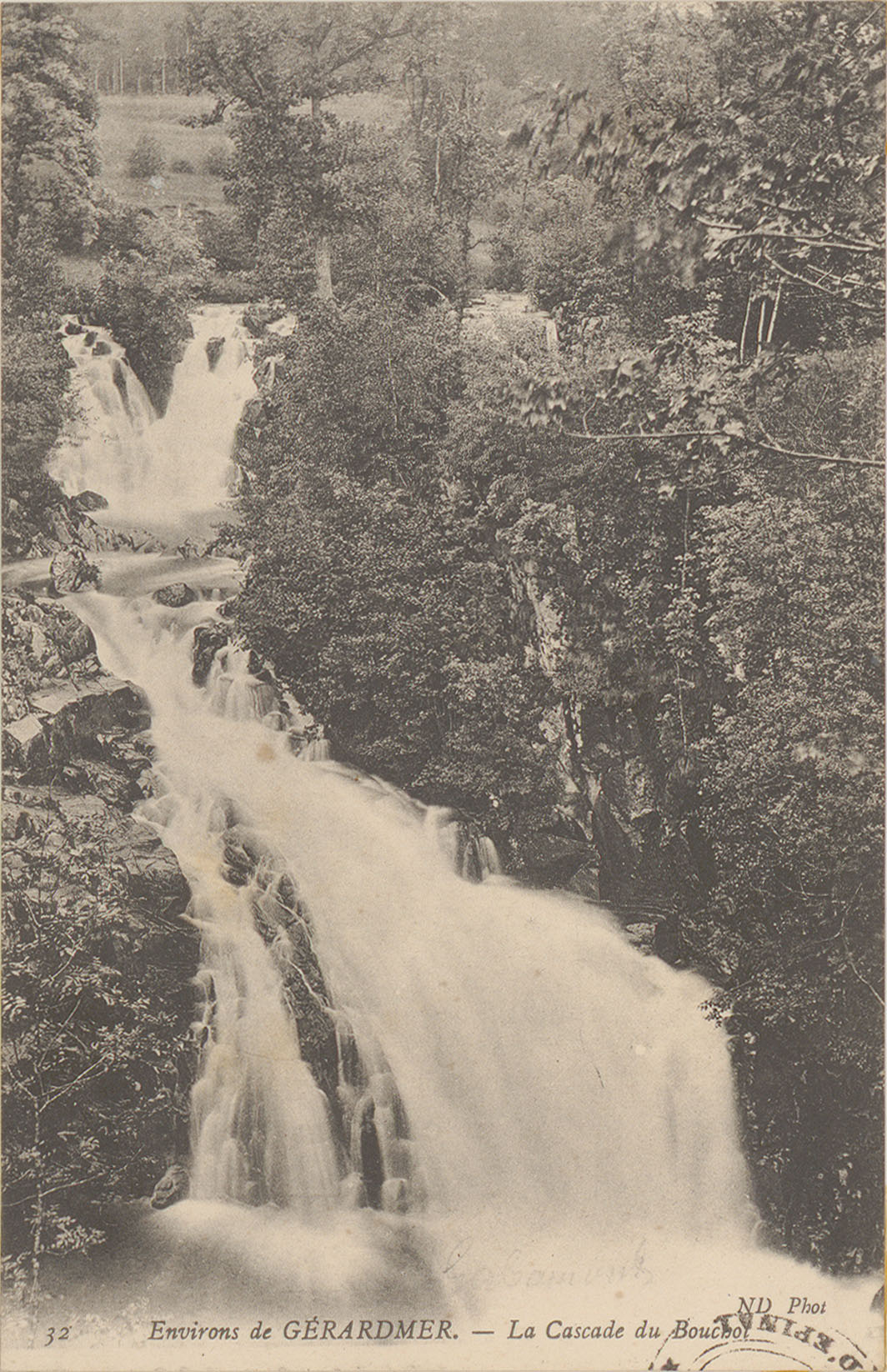
Carte postale ancienne.
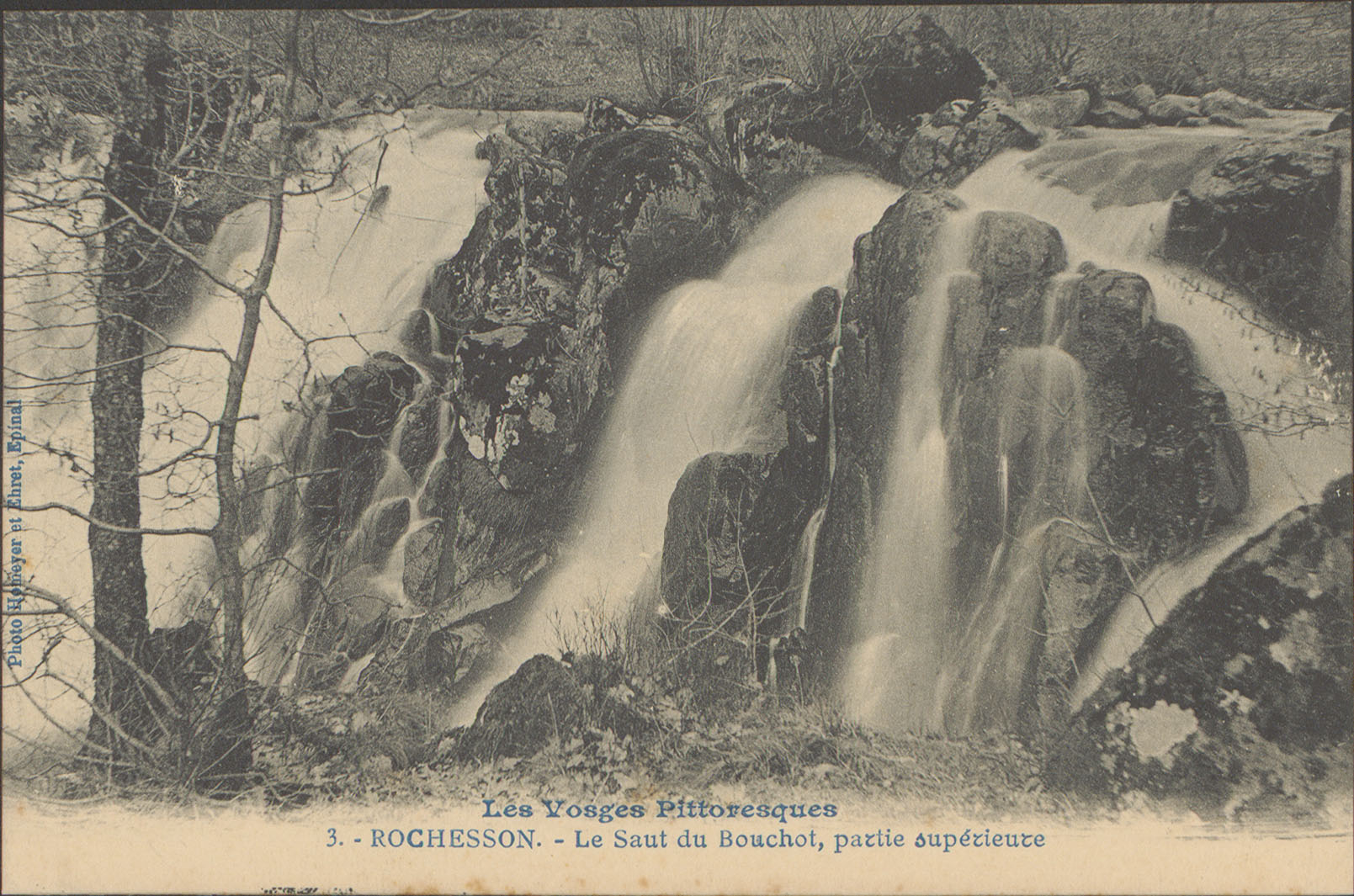
Carte postale ancienne (éd. Homeyer et Ehret).

## Protection
Le Saut du Bouchot est un site naturel classé depuis 1925.